# Conquista normanda de Italia Meridional

El Reino de Sicilia (en verde) en 1154, momento de máxima expansión normanda

La conquista normanda de la Italia meridional fue un proceso desarrollado durante varias décadas del siglo XI. Los vikingos o normandos, procedentes del norte, se asentaron como mercenarios en el sur de la península itálica al servicio de lombardos y bizantinos. Con el tiempo terminaron estableciendo sus propios estados, que tras ser unificados y derrotar a las fuerzas locales lograron su independencia, como muy tarde en 1017.
A diferencia de la conquista normanda de Inglaterra, resultado de unas rápidas campañas, implicó décadas de batallas sin coordinación hasta que se formó un estado organizado. Este estado, que abarcaba el tercio meridional de Italia con la única excepción de Benevento, llegó a arrebatar Sicilia y Malta a los árabes.

## Llegada de los normandos

Mapa político de Italia hacia el año 1000, en la víspera de la llegada normanda. El área conquistada comprende todo el territorio al sur del Sacro Imperio (demarcada por la línea negra) y Sicilia, así como territorios del sur de los Estados Pontificios y el Ducado de Spoleto

La fecha más temprana sugerida para la llegada de los normandos es 999, año en el que de acuerdo a varias fuentes, peregrinos normandos, siguiendo una ruta de peregrinaje que se presume ya había sido usada por compatriotas suyos, volvían del Santo Sepulcro de Jerusalén a través de Apulia, haciendo escala en Salerno. Ahí disfrutaron de la hospitalidad del príncipe Guaimario III. Durante su estancia la ciudad se vio atacada por piratas sarracenos del África musulmana, que exigieron un pago por retirarse. Mientras el príncipe comenzó a reunirlo, los normandos, indignados con la falta de valor de los lombardos, lideraron un asalto contra los piratas, que huyeron dejando abundante botín. Agradecido, Guaimario pidió a los normandos que se quedaran, cosa que rechazaron aunque prometieron dar parte de los regalos del príncipe a sus compatriotas y contarles la búsqueda salernitana de mercenarios. Algunas fuentes añaden que Guaimario envió emisarios a Normandía buscando tropas. Esta leyenda es a veces llamada la «Tradición Salernitana».
Amatus de Montecassino recogió esta tradición por primera vez en su "Historia de los Normandos" (Ystoire de li Normant) entre 1071 y 1086. Amatus recogió mucha de la información que cuenta de Pedro el Diácono, que continuó el Cronicón del monasterio de Montecassino (Chronicon Monasterii Casinensis), de Leo de Ostia, en el siglo xii.
La «Tradición Salernitana» comenzó a ser la aceptada generalmente a partir de los "Anales Eclesiásticos" (Annales Ecclesiastici) de Caesar Baronius, escritos en el siglo xvii. Su exactitud ha sido cuestionada periódicamente a partir de entonces, pero es aceptada con algunas puntualizaciones. Tanto F. Chalandon como J.J. Norwich ofrecen una historia combinada resultado de considerar tanto la versión salernitana como la de Gargano. H. Houben toma la salernitana como un hecho.
Otra versión de la primera llegada de normandos a Italia, recogida por los cronistas, es la «Tradición de Gargano». En ella, peregrinos normandos que visitaban el santuario de San Miguel Arcángel en el monte Gargano (en la Apulia, al norte de Bari), se encontraron con el noble lombardo Melo de Bari, que les convenció para unirse a él en un ataque contra el gobierno bizantino en el sur de Italia, el llamado catapanato de Italia. Esto ocurrió en 1016, casi veinte años después de la historia salernitana, aunque los cronistas que la mencionan la toman como la primera vez que los normandos intervienen en Italia.
Algunos académicos han combinado ambos relatos: Lord Norwich sugiere que el pacto entre Melo y los mercenarios normandos podría haberse acordado gracias a los contactos de Guaimario III, ya que Melo había estado en Salerno poco antes de su visita al Monte Gargano. F. Chalandon defiende una conexión similar entre ambas historias.
Otro relato se centra en el exilio de un grupo de hermanos de la familia normanda Drengot. Uno de ellos, Osmundo según el cronista británico Orderico Vital (o Gilberto según Amatus de Montecassino y Pedro el Diácono), había asesinado a Guillermo Repostel (Repostellus) ante el duque de Normandía Roberto I, por sus supuestas alusiones a deshonrar a su hija. Este crimen les obligó a dejar Normandía para escapar a la pena de muerte, y la familia Drengot huyó a Roma, donde uno de los hermanos tuvo una entrevista con el papa, tras la cual se unieron a Melo de Bari. Amatus no involucra al papa. Según él los hermanos eran Osmundo, Ranulfo, Ascletin y Ludolfo (Rodolfo para Pedro el Diácono).
Las fuentes se dividen en cuanto a qué hermano lideraba la expedición. Orderico y Guillermo de Jumièges en su Historia de los duques normandos (Gesta Normannorum Ducum) hablan de Osmundo. Glaber cita a Rodolfo. León de Ostia, Amatus, y Adhemar de Chabannes hablan de Gilberto. De acuerdo a la mayoría de las fuentes italianas, el líder del contingente en la Batalla de Cannas del año 1018 fue Gilberto, aunque si el Rodolfo que citan es el Rodolfo de la historia de Amatus, quizás pudo ser este el líder.
Existe otra hipótesis moderna sobre la llegada normanda basada en las crónicas de Glaber, Adhemar y León de Ostia (que no aparece, sin embargo, en la continuación de la historia por Pedro el Diácono). Según ellos, una fuerza normanda (que pudo ser una banda de apenas 40 miembros o una multitud de alrededor de 250), bajo Rodulfus (Rodolfo), huyendo de la ira del duque Ricardo II de Normandía vino a ver al papa Benedicto VIII, que les envió a Salerno o Capua para servir como mercenarios contra los bizantinos, con quienes estaba en conflicto por la invasión del territorio pontificio de Benevento. Ahí se encontraron con los primados (o líderes) lombardos: Landulfo V de Benevento, Pandulfo IV de Capua, y posiblemente Guaimario III de Salerno y Melo de Bari. Según la crónica de León de Ostia, Rodolfo debería ser Rodolfo de Tosni.
Si la primera acción militar normanda (al menos es la primera confirmada), fue su servicio bajo Melo de Bari en la batalla contra los bizantinos de mayo de 1017, debieron partir de Normandía entre enero y marzo de ese mismo año.

## Revuelta lombarda, 1017-1022

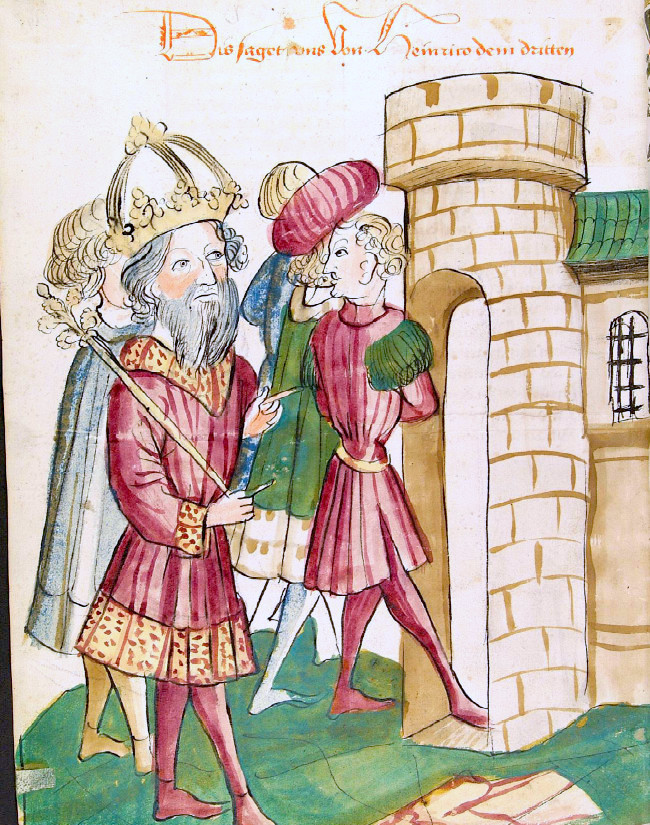
Prisión de Pandulfo IV de Capua, el lobo de los Abruzos, tras la campaña del emperador Enrique II en 1022

El 9 de mayo de 1009, una insurrección tuvo lugar en Bari contra el catapanato de Italia, la administración regional del Imperio bizantino en Italia. Liderada por Melo, un noble lombardo local, pronto se extendió a otras ciudades dominadas por los bizantinos. Más tarde en ese año o a principios del siguiente (1010), el catapán, Juan Curcuas, murió en batalla. En marzo de 1010, su sucesor, Basilio Mesardonites, desembarcó con tropas de refuerzo y sitió a los rebeldes en la ciudad de Bari. Los ciudadanos griegos de Bari negociaron con Basilio y lograron hacer huir a los líderes lombardos de la revuelta, Melo y su cuñado Dato. El catapán Basilio entró en la ciudad el 11 de junio de 1011, restableciendo así la autoridad bizantina sin tomar más represalias que enviar a Constantinopla como rehenes al hijo de Melo, Argyro de Bari, y al resto de su familia. Basilio Mesardonites murió en 1016 tras varios años de paz en Italia.
Su sucesor, León Tornikio Kontoleon, llegó en mayo de ese año. Tras la muerte de Basilio, Melo se había vuelto a sublevar, esta vez con la ayuda de una banda de mercenarios normandos que habían sido enviados por el papa o contratados con la ayuda de Guaimario III en el monte Gargano. León Passiano fue enviado con un ejército contra los rebeldes, encontrándoles a las orillas del río Fortore, cerca de Arenula. El resultado de la batalla fue indeciso (según Guillermo de Apulia) o una victoria para Melo (de acuerdo a León de Ostia). El catapán León Tornikio tomó entonces el mando personalmente, y libró una segunda batalla cerca de Civita. El resultado fue una victoria para Melo, aunque Lupo Protospatario y el cronista anónimo de Bari hablan de derrota. Una tercera batalla, ya definitivamente una victoria de Melo, tuvo lugar en Vaccaricia, tras la cual toda la región entre el río Fortore y el puerto de Trani quedó en manos de Melo. León Tornikio fue relevado de su cargo en favor de Basilio Boioanes, que llegó al mediodía italiano en diciembre de 1017.
A petición del nuevo gobernador, se envió un destacamento de la guardia varega, fuerza de élite bizantina, para derrotar a los normandos. Las dos fuerzas de origen vikingo se encontraron en el río Ofanto, cerca de Cannas, lugar de la histórica batalla de Aníbal del año 216 a. C. El resultado fue una decisiva victoria bizantina, que el catapán Basilio Beoanes aprovechó construyendo una fortaleza en los Apeninos que protegiera esa entrada a Apulia. En 1019, Troia, como fue llamada la citada fortaleza, recibió una guarnición normanda, pues los nórdicos ya habían comenzado a actuar como mercenarios en ambos bandos.
Asustado por el cambio en la situación en el sur, el papa, quien como se menciona antes podría haber respaldado la entrada normanda en el mediodía italiano, se dirigió en 1020 al norte, atravesando los Alpes para reunirse en Bamberg con el emperador del Sacro Imperio Enrique II. El emperador no tomó inmediatamente partido, pero los sucesos del año siguiente le decidieron a intervenir. El catapán bizantino de Italia, Basilio Boioanes, se había aliado con Pandulfo de Capua y ambos marchaban contra Dato de Bari (el cuñado de Melo), entonces al mando de una guarnición de tropas papales en el ducado de Gaeta. Dato fue capturado el 15 de junio de 1021, y según las crónicas, fue atado en un saco junto a dinero, un gallo y una serpiente y arrojado al mar. En 1022 un gran ejército imperial marchó al sur para atacar la fortaleza de Troia. Aunque no cayó, todos los príncipes lombardos fueron atraídos al bando imperial y Pandulfo terminó en una prisión alemana. Fue el final de la revuelta lombarda.

## Servicio mercenario, 1022-1046
En 1024, mercenarios normandos (quizás bajo el mando de Ranulfo Drengot) estaban a sueldo de Guaimario III durante el sitio que este, junto a Pandulfo IV de Capua sostuvo contra Pandulfo V. En 1026, tras 18 meses de sitio, Capua se rindió y Pandulfo IV fue reinstaurado en el gobierno. En los años siguientes, Ranulfo seguiría a sus órdenes, pero en 1029 abandonó al príncipe de Capua para unirse a su enemigo, el duque bizantino de Nápoles Segio IV, al que Pandulfo IV (probablemente con ayuda de Ranulfo) había expulsado de Nápoles en 1027.
En 1029, Ranulfo y Sergio recapturaron Nápoles. A comienzo de 1030, Sergio dio a Rainulfo el condado de Aversa como feudo junto a la mano de su hermana, estableciendo así el primer principado normando en Italia. En 1034, sin embargo, la hermana de Sergio murió y Ranulfo volvió al bando de Pandulfo IV. Según Amatus:

Los normandos nunca desearon que ninguno de los lombardos ganara una victoria decisiva, lo que les hubiera dejado en desventaja. Pero apoyando a uno y luego ayudando a otro evitaron que nadie fuera totalmente arruinado.

La llegada de más compatriotas normandos y de forajidos locales, que fueron bienvenidos en el campamento de Ranulfo sin hacer demasiadas preguntas, aumentó el número de las fuerzas de Ranulfo. El lenguaje y la cultura normanda crearon un sentimiento de cohesión, que como Amatus observó, asemejaba al de pertenencia a una nación.
En 1037, los normandos se vieron reforzados cuando el emperador Conrado II depuso a Pandulfo IV y reconoció a Ranulfo como "Conde de Aversa", haciéndole depender directamente del emperador. En 1038, Ranulfo invadió Capua y se expandió hasta ser uno de los principales actores del sur de Italia.
Entre 1038 y 1040, otro grupo de normandos fueron enviados junto a un contingente lombardo por Guaimario IV de Salerno para luchar en Sicilia por los bizantinos contra los sarracenos. Los primeros miembros de la Casa Altavilla ganaron ahí su fama bajo el mando de Jorge Maniaces (catapán en 1042). Guillermo de Altavilla ganó en el asedio de Siracusa su apodo de Guillermo «Brazo de Hierro».
Tras el asesinato en 1040 del catapán Nicéforo Dukiano en Áscoli Satriano, los normandos buscaron elegir un líder propio, pero sobornados por Atenulfo, hijo del príncipe Pandulfo III de Benevento, le eligieron a él como su jefe. El 16 de marzo, cerca de Venosa, junto al río Olivento, el ejército normando trató de negociar con el nuevo catapán, Miguel Dukiano, pero fracasaron y libraron una batalla en Montemaggiore, cerca de Cannas. Aunque el gobernador bizantino había llamado a una gran fuerza varega estacionada en Bari, sufrió una estrepitosa derrota y muchos de sus soldados se ahogaron en la huida a través del río Ofanto.
El 3 de septiembre de 1041 los normandos, nominalmente bajo el mando de los lombardos Arduino de Melfi y Atenulfo de Benevento, derrotaron al nuevo catapán bizantino, Exaugusto Boioanes, que fue capturado. El prisionero fue llevado a Benevento en un gesto del poder que aún quedaba en manos de los lombardos sobre las recientes conquistas. 
Por esa época, Guaimario IV de Salerno comenzó a reclutar normandos mediante promesas. En febrero de 1042, sintiéndose abandonado por los normandos y quizás sobornado por los griegos, Atenulfo negoció la liberación de Exaugusto y luego huyó con el rescate. Fue sustituido en el mando de los normandos de Italia por Argyro de Bari (hijo de Melo), que tras algunas victorias fue también comprado por los bizantinos.

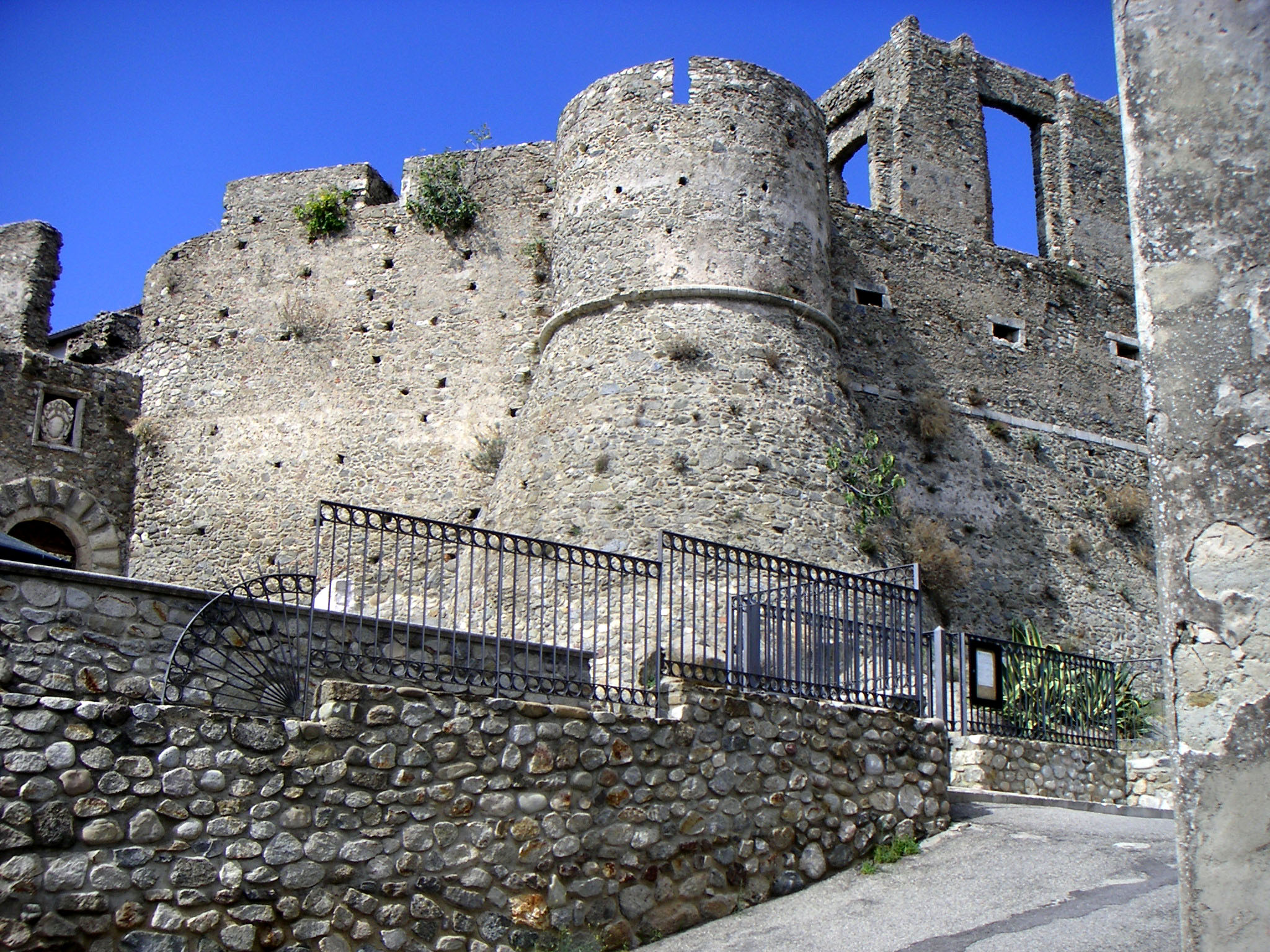
En 1044 el castillo de Squillace fue creado por los normandos del príncipe de Salerno (Guaimario IV) en Calabria

En septiembre de 1042 los normandos eligieron finalmente un líder de su estirpe. La revuelta de origen lombardo había sido asumida por los normandos. Guillermo Brazo de Hierro fue el elegido, con el título de "Conde". Junto con otros cabecillas normandos, pidió a Guaimario IV de Salerno el reconocimiento de sus conquistas. Recibieron las tierras en torno a Melfi como feudo, y en compensación proclamaron a Guaimario "Duque de Apulia y Calabria". En Melfi, en 1043, Guaimario dividió el territorio (excepto la propia ciudad de Melfi, que tuvo un gobierno local de estilo republicano) en doce baronías que repartió entre los caudillos normandos: Guillermo Brazo de Hierro obtuvo Áscoli, Ascletin recibió Acerenza, Tristán recibió Montepeloso, Hugo Tutabovi recibió Monopoli, Pedro recibió Trani, Drogo de Altavilla recibió Venosa, y Ranulfo Drengot, el ahora independiente monte Gargano. A cambio, Guillermo se casó con la sobrina de Guaimario IV e hija del duque de Sorrento Guido, fortaleciendo la alianza.
Guillermo Brazo de Hierro y Guaimario IV de Salerno comenzaron la conquista de Calabria en 1044 y construyeron el gran castillo de Stridula, en las cercanías de Esquilache cerca del Aspromonte para dominar el área del sur de Calabria entonces poblada por habitantes de lengua griega. 
Guillermo tuvo menos éxito en la conquista de Apulia, donde fue derrotado en 1045 cerca de Tarento por Argyro de Bari, a pesar de la conquista de Bovino por su hermano Drogo. Con la muerte de Guillermo Brazo de Hierro finalizó este periodo de servicio mercenario normando, quedando establecidos dos núcleos de poder normandos bajo vasallaje directo del emperador del Sacro Imperio Romano Germánico: el condado de Aversa (que más tarde absorbió al principado de Capua) y el condado de Melfi (después llamado de Apulia, y luego convertido en ducado de Apulia, que conquistó el catapanato de Italia y expulsó a los bizantinos de Italia).

## Condado de Melfi, 1046-1059

Formación inicial en la batalla de Civitate. Los normandos se muestran en rojo, la coalición papal, en azul

En 1046, Drogo de Altavilla entró en Apulia derrotando al catapán Eustaquio Palatino, cerca de Tarento. Su hermano Hunfredo mientras tanto, forzó a los ciudadanos de Bari a aceptar un tratado con los normandos. En 1047, Guaimario IV de Salerno, que había apoyado a Drogo en la sucesión de su hermano Guillermo Brazo de Hierro (consolidando así la dinastía normanda en el sur) casó a Drogo con su hermana Gaitelgrima. Luego el emperador Enrique III confirmó al condado de Aversa como territorio bajo vasallaje directo del emperador, garantizando a Drogo el título de dux et magister Italiae comesque Normannorum totius Apuliae et Calabriae (duque y señor de Italia y conde de los normandos de toda Apulia y Calabria), el primer título de los normandos de Italia. El emperador Enrique, casado con Inés de Poitou, maltratada por los beneventinos, autorizó además a los normandos la conquista de Benevento en nombre del emperador. Sin embargo, la ciudad no cayó hasta 1053.
En 1048, Drogo lideró una expedición en Calabria a través del valle del Cratis, en las proximidades de Cosenza. Distribuyó los territorios conquistados en Calabria, garantizando a su hermano Roberto Guiscardo un castillo en Scribla para guardar la entrada del valle. En 1051, Drogo de Altavilla murió y fue sucedido por Hunfredo tras un breve interregno. Su primera acción fue enfrentarse al papa León IX, ofendido por la rebeldía de los caballeros normandos de Drogo.
El 18 de junio de 1053, Hunfredo lideró las fuerzas normandas contra una coalición papal e imperial. En la batalla de Civitate, los normandos destruyeron el ejército papal y capturaron al papa, que fue apresado en Benevento, ciudad que se había rendido tras la batalla. Hunfredo conquistó después Oria, Nardò y Lecce (todas a finales de 1055). Tras su muerte en 1057, fue sucedido por su hermano Roberto Guiscardo, que se rebeló contra el emperador. Se declaró vasallo del papa, que le nombró «por la gracia de Dios y de san Pedro, duque de Apulia y Calabria y de aquí en adelante, con la ayuda de los dos, duque de Sicilia».

## Condado de Aversa, 1049-1078
En las décadas de 1050 y 1060 hubo dos centros de poder normandos en Italia. Uno en Melfi bajo la Casa Altavilla y otro en Aversa bajo la Casa Drengot. Ricardo Drengot heredó, probablemente con derramamiento de sangre, el condado de Aversa en 1049 y pronto comenzó una carrera de expansión territorial en competición con Melfi.
Al principio guerreó contra sus vecinos lombardos, incluyendo a Pandulfo VI de Capua, Atenulfo I de Gaeta y Gisulfo II de Salerno. Amplió sus fronteras a costa del principado de Salerno hasta que solo quedó la propia ciudad. Pretendió extender su influencia pacíficamente prometiendo a su hija con el hijo mayor de Atenulfo, pero la temprana muerte de este truncó sus planes. Sin embargo exigió a Atenulfo la dote, lo que fue rechazado por el duque de Gaeta. Ricardo sitió Aquino, vasallo de Gaeta en 1058. La cronología de la conquista del Ducado de Gaeta es confusa.
Cuando Pandulfo VI de Capua, el débil príncipe de Capua, murió en 1057, Ricardo inmediatamente sitió Capua. Como con Gaeta, la cronología es confusa. Pandulfo fue sucedido por su hermano Landulfo VIII, que es llamado príncipe el 12 de mayo de 1062. Ricardo Drengot y su hijo Jordano, tomaron el título de príncipe en 1058, pero parece que permitieron a Landulfo seguir gobernando (probablemente bajo la autoridad normanda) y mantener, al menos durante cuatro años más, las llaves de la ciudad. En 1059, el papa Nicolás II convocó un sínodo en Melfi donde confirmó a Ricardo Drengot como conde de Aversa y príncipe de Capua. Ricardo, consecuentemente, mostró su apoyo al papado en su política exterior. Tras eso, los Drengot convirtieron Capua en la capital de sus estados, desde los que gobernaban Aversa y Gaeta, pues tras la muerte de Atenulfo I de Gaeta en 1062, Ricardo y Jordano tomaron el gobierno del ducado de Gaeta, pero dejando a su heredero Atenulfo II como su vasallo hasta 1064, cuando fue directamente anexionado e incluido en el principado normando de los Drengot. Ricardo y Jordano nombraron posteriormente en Gaeta a duques títeres de procedencia normanda. Padre e hijo expandieron sus nuevos territorios hacia el Lacio a expensas de los Estados Pontificios. En 1066, Ricardo mismo lideró una marcha hacia Roma, que fue fácilmente abortada, regresando a sus tierras. Tras sucederle, Jordano I de Capua mantuvo una alianza con el papado, y las conquistas del principado de Capua se estancaron.

## Conquista de los Abruzos, 1053-1105
En 1077 murió el último príncipe lombardo de Benevento. El papa nombró entonces a Roberto Guiscardo para sucederle en 1078. En 1081, sin embargo, Guiscardo, renunció al principado de Benevento, que entonces estaba reducido a la ciudad de Benevento y sus alrededores debido a las conquistas normandas previas, sobre todo tras la batalla de Civitate, aunque se había continuado incluso hasta 1078 con la ocupación. En Ceprano, en junio de 1080, el papa reinvistió a Roberto Guiscardoen Benevento, en un intento de apaciguarle y evitar sus continuas correrías por territorio papal. El principado de Benevento, mientras tanto, estaba siendo conquistado por los parientes de Roberto Guiscardo.
Tras la batalla de Civitate, los normandos empezaron al conquista del litoral adriático del principado beneventino. Geofredo de Altavilla, un hermano del conde de Melfi, conquistó el condado lombardo de Larino y tomó por la fuerza el castillo de Morrone, en el Samnio. Su hijo, Roberto convirtió esas conquistas en un país unificado, el Loritello, en 1061. Continuó la expansión hacia territorio del ducado de Spoleto en los Abruzos, conquistando el condado de Teate (hoy Chieti) y sitió Ortona, que se convirtió en la gran meta normanda. Pronto Roberto I de Loritello llegó hasta Pescara y los Estados Pontificios por el norte. En 1078, Roberto I, en alianza con Jordano I de Capua, asoló lo que quedaba de los Abruzos. Por un tratado con el papa Gregorio VII en 1080 se comprometía a respetar el territorio papal. En 1100, Roberto extendió su territorio más allá de Fortore y tomó Bovino y Dragonara.
La conquista de Molise no está clara. Boiano, la capital regional, pudo haber sido conquistado en 1052, el año anterior a la jornada de Civitate, quizás por órdenes de Roberto Guiscardo, que había rodeado el macizo montañoso de Matese para evitarlo. El condado de Boiano fue concedido a Rodolfo de Molins. Su nieto, Hugo, lo expandió hacia el este, tomando Toro y San Giovanni en Galdo, y hacia el oeste, anexionándose los condados capuanos de Venafro, Pietrabbondante (1105), y Trivento (1105).

## Guerras griegas, 1059-1085

Mapa que muestra la extensión del avance normando en Sicilia en tiempos de las expediciones de Roberto Guiscardo a los Balcanes. Sicilia, Apulia, Calabria y Capua son normandas, pero el Emirato de Sicilia, el Ducado de Nápoles y el sur del Ducado de Spoleto están por conquistar

Mientras que la mayor parte de Apulia (con la excepción del extremo meridional y de Bari) habían capitulado ante las campañas de los hermanos Guillermo, Drogo y Hunfredo de Altavilla, gran parte de Calabria permanecía en manos griegas a la llegada de Roberto Guiscardo al trono en 1057. Calabria había sido primero atacada por Guillermo Brazo de Hierro y Guaimario IV de Salerno, para posteriormente ser dejada en manos de Guiscardo por Drogo. Sin embargo, Guiscardo se vio envuelto en enfrentamientos feudales y no hubo ningún intento organizado para subyugar a la población griega de la región.
Guiscardo comenzó su gobierno con una campaña en Calabria. Brevemente interrumpida por su presencia en el Concilio de Melfi el 23 de agosto de 1059 (donde se le nombró duque), continuó ese mismo año sitiando Cariati. La ciudad se rindió ante la llegada del duque, y pronto la siguieron  Rossano y Gerace. De las principales ciudades de la península, solo Reggio permaneció en manos griegas a la retirada de Roberto a sus cuarteles de invierno en Apulia. Allí, expulsó a las guarniciones bizantinas de Tarento y Brindisi. Cuando volvió a Calabria, en 1060, fue para lanzar una expedición a Sicilia. Solo tras un largo y arduo sitio cayó Reggio, en el que fue de ayuda el armamento de asedio preparado por su hermano Roger Bosso.
Tras la caída de Reggio la guarnición bizantina huyó a Scilla, la isla y ciudadela de Reggio. El pequeño ataque de Bosso a Mesina fue repelido mientras Guiscardo tuvo que volver a Apulia para rechazar a un nuevo ejército griego que había cruzado el estrecho enviado por Constantino X en 1060. Bajo el catapán Miriarc, los griegos retomaron Tarento, Brindisi, Oria y Otranto, llegando en enero de 1061 a asediar la capital normanda de Melfi. Sin embargo, los hermanos lograron expulsar a los bizantinos y pacificar Apulia.
En 1067, un ejército de auxiliares varegos bajo un catapán llamado Mabrica desembarcaron en Bari. Retomaron Brindisi y Tarento y establecieron una guarnición bajo Nicéforo Caranteno, un veterano de las guerras contra los búlgaros. El catapán Mabrica logró una serie de victorias contra los normandos en Italia, pero fueron los últimos logros griegos. En abril de 1071, Roberto Guiscardo finalmente encontró tiempo para atacar Bari, centro del poder bizantino en el sur de la península itálica. La ciudad cayó, y con ella la última posición bizantina en Europa Occidental.
Tras expulsar a los griegos de Apulia y Calabria (su thema de Longobardia minor, también llamado catapanato de Italia), Roberto Guiscardo proyectó un ataque a los Balcanes bizantinos, hasta la misma Grecia, debido al apoyo bizantino a Abelardo y Ermano de Altavilla, los hijos desposeídos de Hunifredo y sobrinos de Roberto Guiscardo, y a la insurrección de Enrique de Monte Sant'Angelo, conde de Monte Sant'Angelo, que se había sometido a los bizantinos y enfrentado a Roberto.
Roberto Guiscardo emprendió su primera expedición a los Balcanes en mayo de 1081. Partió de Brindisi con 16 000 hombres y en febrero de 1082 había capturado Corfú y Dirraquio, derrotado al emperador bizantino Alejo I Comneno en la batalla de Dirraquio en octubre de 1081. El hijo de Roberto Guiscardo, Bohemundo I de Antioquía ocupó temporalmente Tesalia y trató infructuosamente de mantener el territorio conquistado entre 1081 y 1082. Roberto Guiscardo volvió en 1084 para restaurarle, ocupando Corfú y Cefalonia, donde murió de fiebre el 15 de julio de 1085. La pequeña ciudad de Fiskardo fue así denominada en su honor. Bohemundo no continuó con las conquistas en Grecia, prefiriendo regresar a Italia para disputar la sucesión con su medio-hermano Roger Borsa.

## Conquista de Sicilia, 1061-1091

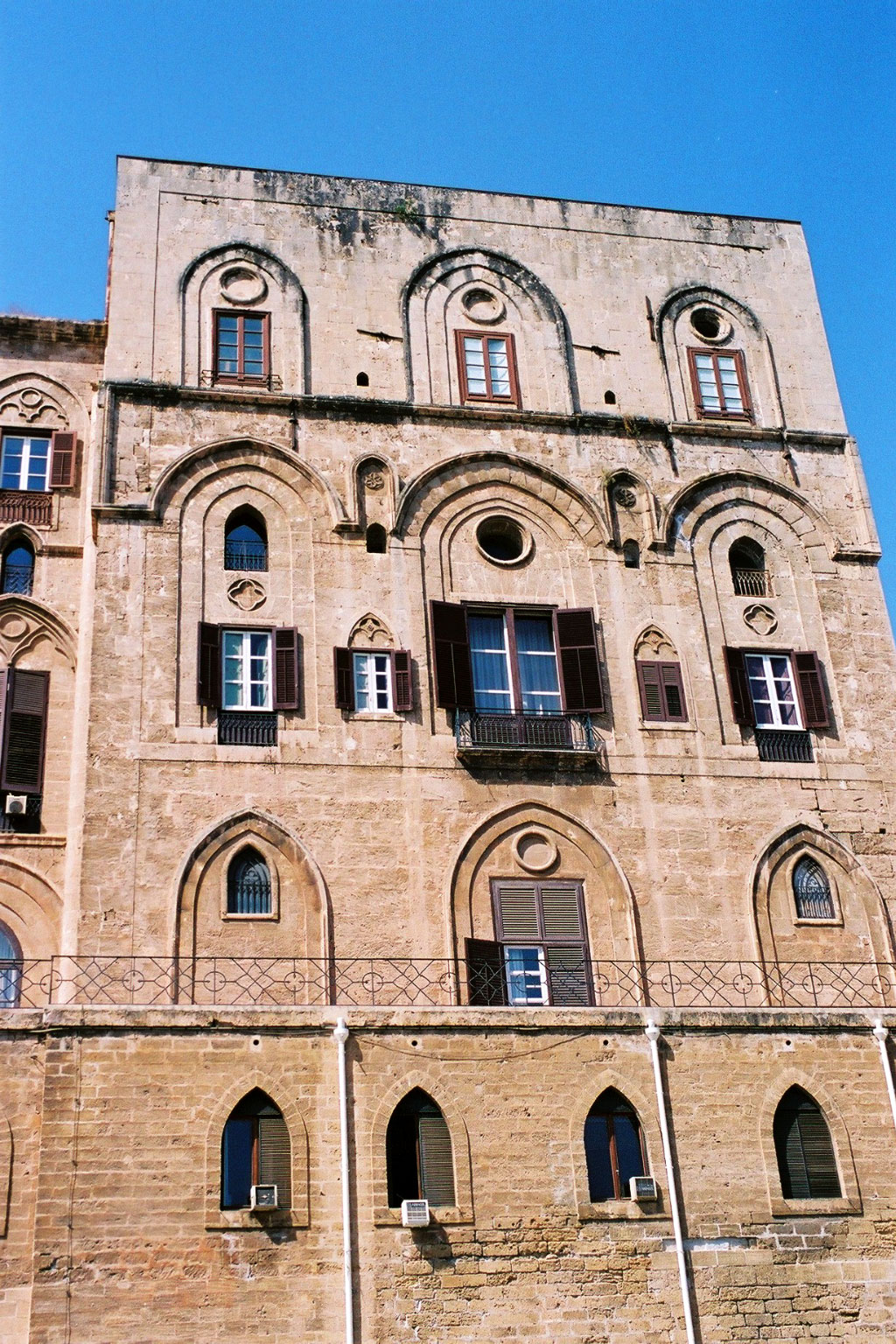
Palazzo dei Normanni, antiguo palacio árabe del siglo reconvertido por los normandos en sede gubernamental y palacio

Sicilia, habitada principalmente por cristianos ortodoxos, estaba bajo el control árabe del Emirato de Sicilia. Había estado primero gobernada por los Aglabíes tunecinos para pasar luego a la esfera fatimí y finalmente, entre 948 y 1053, cayó en manos de los Kálbidas. En las décadas de 1010 y 1020, una serie de crisis sucesorias permitió intervenir a los ziríes de Ifriqiya; Sicilia se transformó en un nido de conflictos, con numerosas taifas enfrentadas entre sí. En este caos, los normandos de Roberto Guiscardo y su hermano menor Roger Bosso, hijos de Tancredo de Sicilia, intentaron su conquista ya que el papa, junto al título de «duque de Apulia», les había otorgado el de «duque de Sicilia», aunque fuera de forma nominal.
Su primera incursión en Sicilia tuvo lugar el 16 de mayo de 1061, desde Regio de Calabria. Sitiaron Mesina, clave para el control del estrecho. Roger precedió a Roberto; desembarcó sin ser visto y sorprendió a los sarracenos. Cuando los hombres de Guiscardo desembarcaron, se encontraron sin resistencia frente a la ciudad vacía, que pronto fortificaron. Bosso se alió con Ibn al-Timnah contra Ibn al-Hawas, aprovechando así la rivalidad entre ambos emires.
Guiscardo, Bosso, y Al-Timnah marcharon hacia la Sicilia central por Rometta, que era leal a Al-Timnah. Atravesaron Frazzanò y  la Pianura di Maniace (llanura de Maniaces). Guiscardo atacó Centuripe, pero la dura resistencia de la plaza le hizo retirarse. Paternò cayó, tras lo cual llevó su ejército a Castrogiovanni (hoy Enna), la mayor fortaleza de la Sicilia central. La guarnición intentó una salida, pero fue derrotada, a pesar de lo cual no se logró expugnar la plaza. Guiscardo decidió entonces retirarse a sus cuarteles de invierno en Apulia. Como última acción, construyó un castillo en San Marco d'Alunzio, que fue la primera fortaleza normanda en la isla.
Guiscardo volvió en 1064, evitando la fortaleza de Castrogiovanni y marchando directamente a Palermo. Su campamento, sin embargo, tuvo que ser abandonado por las tarántulas del lugar, y la campaña fue pospuesta. No volvió a Palermo hasta 1071, cuando la tomó e invistió a Bosso con el título de conde de Sicilia, sometido al duque de Apulia. La ciudadela cayó en enero de 1072. Finalmente Guiscardo retuvo Palermo, la mitad de Mesina y Val Demone bajo su mando directo y cedió el resto a Bosso, incluyendo los derechos sobre las tierras por conquistar. En 1085, Bosso pudo al fin dirigir su propia campaña para apoderarse del resto del país. Las últimas ciudades en caer en su poder fueron Siracusa y Noto, que se rindieron respectivamente, en marzo de 1086 y febrero de 1091.
Dado el carácter de conquista personal de la campaña siciliana, Roger Bosso retuvo el liderazgo sin oposición, manteniendo un gran poder feudal sobre sus vasallos tanto normandos como griegos, árabes y lombardos. La conquista normanda supuso también la introducción de la Iglesia católica en la isla, bajo supervisión de Roger Bosso; se establecieron sedes obispales en Palermo (con autoridad metropolitana), Siracusa y Agrigento. Sicilia terminaría por convertirse en el núcleo del poder normando tras ser elevado a la categoría de reino en 1130.
En 1091, Roger Bosso desembarcó en la isla de Malta y sometió a la ciudad amurallada de Mdina. Impuso impuestos en la isla, pero dejó a los funcionarios árabes continuar en el gobierno. En 1127 Roger II los sustituyó por normandos, bajo cuyo gobierno el árabe hablado en la isla por la población griega, tras siglos de dominación musulmana, evolucionó hasta el moderno maltés.

## Conquista de Amalfi y Salerno, 1073-1077

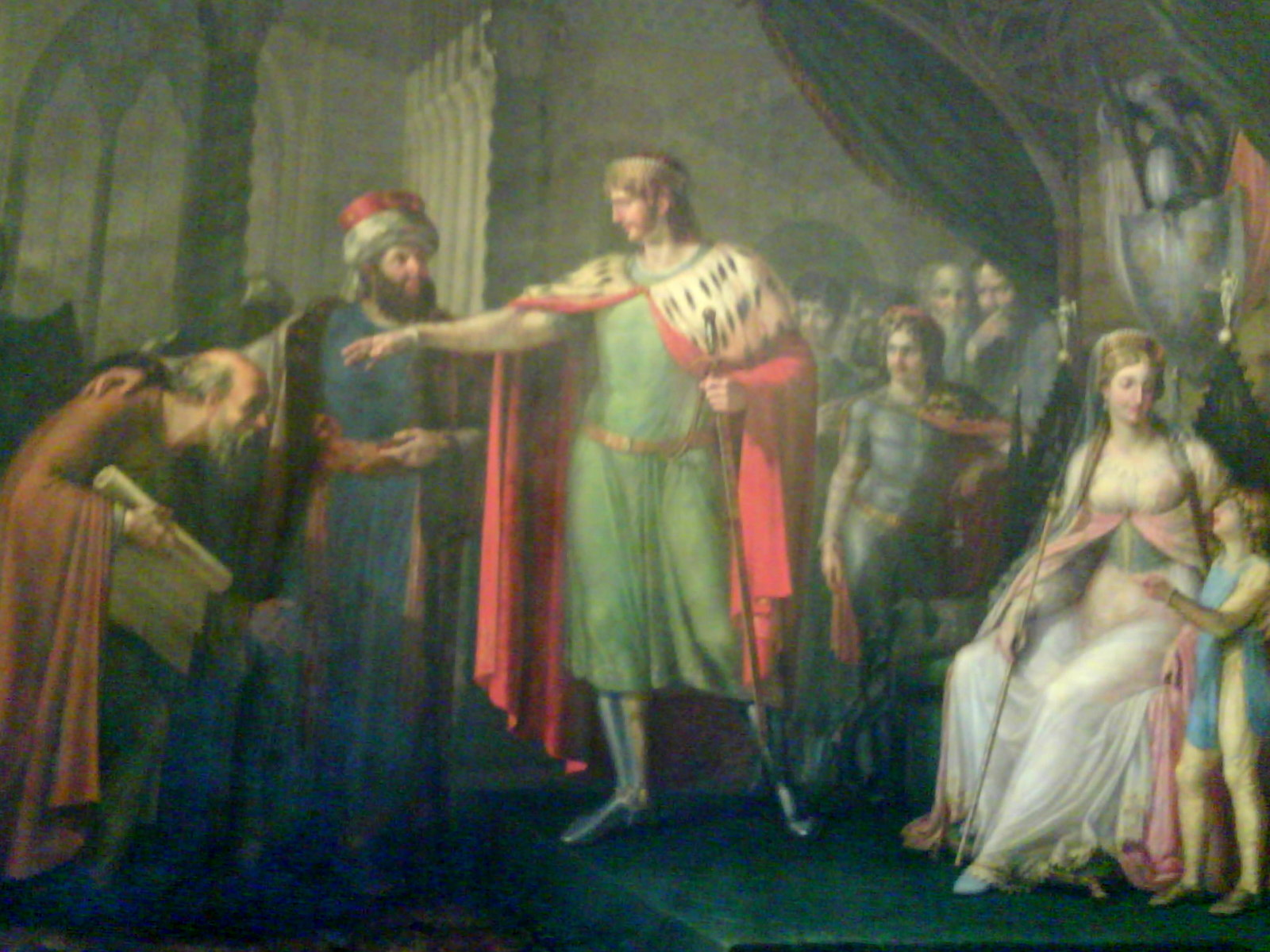
Roberto Guiscardo saludando Costantino de la Escuela Médica Salernitana

La caída de Amalfi y Salerno ante Roberto Guiscardo ocurrió gracias a su mujer, Sigelgaita. Amalfi probablemente se rindió gracias a sus negociaciones, mientras que Salerno cayó tras pedirle su mujer que interviniera por su hermano, el príncipe de Salerno.
Los amalfitanos pronto se sometieron también al príncipe Gisulfo II de Salerno en un intento de evitar la soberanía normanda. Sin embargo fracasaron, y ambos estados, estrechamente ligados desde el siglo IX cayeron en la esfera normanda.
En el verano de 1076, Gisulfo II, había molestado ya bastante a los normandos mediante incursiones y piratería para que decidieran acabar con él. Esa estación, los normandos de Ricardo I de Capua y Roberto Guiscardo se unieron para sitiar Salerno. Aunque Gisulfo había ordenado a sus ciudadanos almacenar provisiones suficientes para cuatro años, confiscó lo suficiente para mantener su lujosa vida mientras sus ciudadanos pasaban hambre. El 13 de diciembre de 1076 la ciudad se rindió y los partidarios del príncipe se retiraron a la ciudadela, que cayó en mayo de 1077. Las tierras de Gisulfo fueron confiscadas y sus riquezas tomadas, pero se le permitió marchar libre. El principado de Salerno había quedado reducido por las guerras con los hermanos Guillermo de Altavilla, conde del principato (en Apulia, junto al monte Gargano), Roger Bosso y Roberto Guiscardo a apenas la capital y sus alrededores. Sin embargo, la ciudad seguía siendo la mayor del sur de Italia, y esencial para la creación del reino que tuvo lugar cincuenta años después.
En efecto en 1077 Salerno fue conquistada y dejó de ser la capital de su gran principado, y sus una vez extensos dominios fueron incluidos en el ducado de Apulia y de Calabria (Ducato di Puglia e Calabria), la posesión peninsular italiana de la Casa de Altavilla, donde siguió siendo por otro medio siglo la capital administrativa. 

El Ducado de Apulia y Calabria hacia el año 1100, cuya capital fue Salerno tras haberlo sido antes Melfi

Los Normandos en 1078 trasladaron su capital de Melfi a Salerno, que era llamada "Opulenta Salernum" y que con su Schola Medica Salernitana era el centro cultural de todo el mediodía italiano. En efecto los normandos crearon un prototipo de estado en el sur de Italia, uniendo sus posesiones en "Puglia - Calabria" con las del principado de Salerno, que fue el precursor del reino de Sicilia creado en 1130. En ese mismo año la capital de los normandos —después de casi medio siglo— fue trasladada de Salerno a Palermo.
En 1073, Sergio III de Amalfi murió dejando solo un infante, Juan III de Amalfi, como sucesor. Necesitados de un señor poderoso en los turbulentos tiempos que corrían, los amalfitanos expulsaron al niño y llamaron a Roberto Guiscardo en el mismo año. Amalfi, sin embargo, permaneció fuera del control normando. El sucesor de Roberto, Roger Borsa, solo pudo tomar posesión de la ciudad en 1089 tras expulsar al depuesto Gisulfo II de Salerno a quien los amalfitanos habían colocado con apoyo papal y ante la oposición de los herederos de Roberto Guiscardo. Entre 1092 y 1097, Amalfi no reconoció el señorío normando y parece haber recibido apoyo bizantino en su empeño. Los griegos instalaron a Marino Sebaste en 1096.
Bohemundo, hijo de Roberto Guiscardo, y el hermano de este, Roger Bosso, atacaron Amalfi en 1097, pero fueron rechazados. Posteriormente, la Primera Cruzada apartaría a los normandos de esta disputa. Solo cuando algunos nobles amalfitanos traicionaron a Marino fue este derrotado, en 1101. Amalfi se levantó de nuevo contra los normandos en 1130, después de que Roger II les exigiera lealtad. 
La ciudad fue finalmente sometida en 1131 por los sicilianos, cuando el emir Juan marchó por tierra y Jorge de Antioquía bloqueó el mar desde la base marítima de Capri.

## Conquista de Nápoles 1077-1139
El Ducado de Nápoles, nominalmente posesión bizantina, fue uno de los últimos estados italianos en ser atacado por los normandos. Los duques de Nápoles, desde que Sergio IV llamó en su ayuda a Ranulfo Drengot en la década de 1020, habían mantenido una alianza con los normandos de Aversa y Capua con pocas excepciones. La incorporación de Nápoles a los dominios de los Altavilla duró sesenta años y comenzó en 1077.
En el verano de 1074 se desataron las hostilidades entre Ricardo I de Capua y Roberto Guiscardo. Sergio V de Nápoles, aliado de este último, convirtió su ciudad en el centro de abastecimiento de las tropas de Guiscardo. Esto le enemistó con Ricardo, que tenía el apoyo del papa Gregorio VII. En junio de 1074, Ricardo sitió brevemente Nápoles. Ricardo, Roberto y Sergio pronto se sentaron a negociar con Gregorio VII, gracias a la mediación de Desiderio, el gran abad de Montecassino.
En 1077, Nápoles fue sitiado por Ricardo de Capua mientras Roberto Guiscardo lo bloqueaba por el mar. Tras la muerte de Ricardo durante el sitio en 1078, al que se le levantó la excomunión en su lecho de muerte, su sucesor Jordano I de Capua se retiró de Nápoles para congraciarse con el papa Gregorio VII, que había hecho las paces con el duque Sergio V. Las fuerzas de Guiscardo se dispersaron.
En 1130, el antipapa Anacleto II coronó a Roger II como rey de Sicilia y declaró a Nápoles parte de su reino. En 1131, Roger exigió a los ciudadanos de Amalfi la entrega de las defensas de la ciudad y las llaves del castillo, siendo rechazado. Sergio VII de Nápoles se preparó para enviar una flota, pero el bloqueo de Jorge de Antioquía al puerto napolitano y el sometimiento de los amalfitanos le acobardó. De acuerdo con el cronista Alejandro de Telese, Nápoles, «que desde tiempos romanos rara vez había caído conquistada por la espada, se rindió a Roger II por la fuerza de un mero informe [de la caída de Amalfi]».
En 1134, Sergio VII apoyó la rebelión de los Drengot Roberto II de Capua y Rainulfo II conde de Alife y pretendiente del ducado de Apulia, pero evitó el enfrentamiento directo con Roger II. Tras la caída de Capua, rindió homenaje al rey. El 24 de abril de 1135, una flota imperial aliada, capitaneada por Roberto II de Capua y con marinos de Pisa, echó el ancla en Nápoles llevando 8.000 soldados de refuerzo. Nápoles se convirtió en el centro de la rebelión contra el rey de Sicilia Roger II durante los siguientes dos años. Sergio VII, Roberto II y Rainulfo II fueron sitiados en la ciudad en la primavera de 1136. Para entonces, mucha gente estaba muriendo de hambre.
El fracaso del bloqueo naval permitió al duque Sergio VII de Nápoles y al príncipe Roberto II de Capua ir al menos en dos ocasiones a Pisa a por más suministros de socorro. Cuando un ejército de apoyo comandado por el emperador del Sacro Imperio Lotario II marchó al rescate de la ciudad, se levantó el sitio. Sin embargo, cuando el emperador dejó apresuradamente la ciudad al año siguiente, Sergio VII rindió vasallaje a la manera normanda a Roger II a cambio de su total perdón. El 30 de octubre de 1137, el último duque de Nápoles murió al servicio del rey en la Batalla de Rignano contra el vencedor Rainulfo II de Alife.
La derrota en Rignano, permitió la conquista normanda de Nápoles por parte de los Altavilla dado que Sergio VII murió sin herederos y la nobleza napolitana no pudo ponerse de acuerdo para nombrar un duque de su estirpe. Hubo un interregno de dos años entre la muerte de Sergio y la incorporación de Nápoles en el Reino de Sicilia en el que la autoridad parece haber recaído en la nobleza local. A menudo se asume este ínterim como el último periodo de Nápoles como estado independiente. Durante este periodo los terratenientes normandos comenzaron a aparecer en Nápoles, aunque los pisanos, enemigos de Roger II mantuvieron su alianza con Nápoles. Quizás fue Pisa la que sostuvo la independencia napolitana hasta 1139. En ese año, el papa Inocencio II por el Tratado de Mignano y la nobleza de la ciudad reconocieron a Alfonso de Altavilla, tercer hijo de Roger II, como duque de Nápoles.

## Unificación de los territorios normandos (1105-1139)
Roger II de Sicilia, hijo de Roger I había ascendido al trono del condado de Sicilia a la muerte de su hermano Simón en 1105. Tras la muerte de su primo Guillermo II de Apulia en 1127, Roger II apoyó a su primo Roger Borsa, quien le dio las mitades de Mesina, Palermo, y Calabria que había recibido en las divisiones de las conquistas sicilianas muchos años antes.
A la muerte de Guillermo II, hijo de Roger Borsa, Roger II recibió el ducado de Apulia y unió todas las posesiones normandas gobernadas por los Altavilla en Italia, salvo el principado de Capua de la familia Drengot. Parece que inmediatamente la idea de una corona para el jefe supremo normando entró su mente. Se recordó que los antiguos gobernadores de Sicilia habían sido reyes y durante los tres años siguientes trató de recibir una corona del Papado. En 1130, Roger II fue coronado como rey de Sicilia por el antipapa Anacleto II, quien quería su apoyo. Los intentos de Roger II de fortalecer el poder real no fueron bien recibidos y durante 1130 tuvo que lidiar con rebeldes en Apulia.
En Bari, la ciudad se sublevó con el líder local Grimoaldo Alferanites. Capua, que se había sometido a duques de Apulia anteriores, se levantó para mantener la independencia de la familia Drengot y fueron derrotados, siendo impuesto como nuevo príncipe de Capua el tercer hijo de Roger II, Alfonso de Altavilla. El ducado independiente de Nápoles asistió a los rebeldes hasta 1137, cuando el emperador Lotario II y el papa Inocencio II bajaron al sur de la península y establecieron a Rainulfo II de Alife como duque de Apulia en oposición a Roger III, hijo del rey de Sicilia Roger II

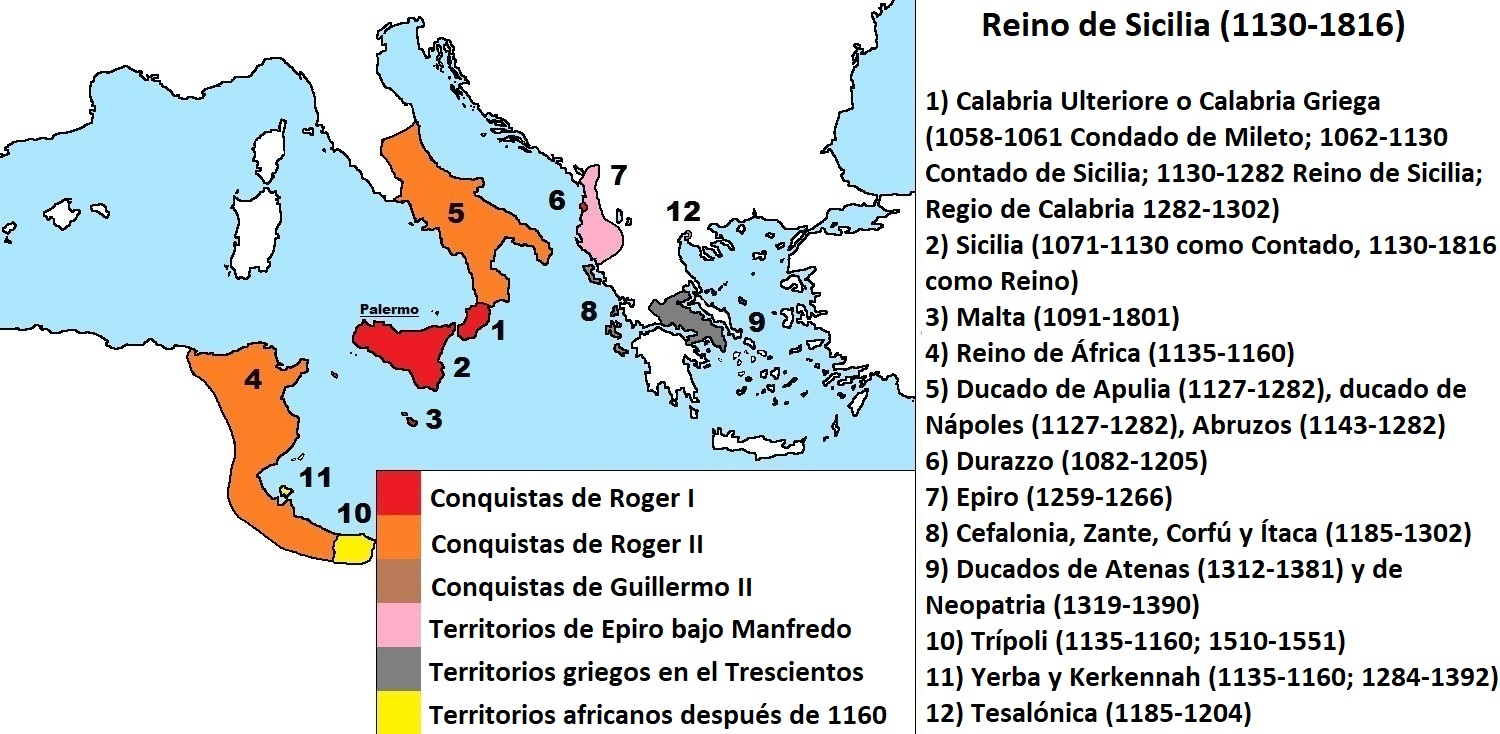
El Reino de Sicilia bajo los Normandos

Después de la vuelta de las fuerzas imperiales a Alemania, Roger II y su hijo Roger III, ahora aliados con el duque Sergio VII de Nápoles, atacaron a Ranulfo y fueron vencidos en el monte Gargano, en la batalla de Rignano celebrada el 30 de octubre de 1137. En el campo de Batalla el duque Sergio murió, dejando al ducado de Nápoles sin herederos. Durante dos años, los Altavilla combatieron la insurrección y al ejército papal de Inocencio II en la península. En 1139, Ranulfo murió y, sin otros para oponerlo, Roger III fue reconocido como duque único de Apulia y Calabria. Entonces, después de ser capturado con todo su estado mayor por apenas mil hombres de Roger III en Galuccio el 22 de julio de 1139, el cautivo papa Inocencio II fue forzado por el Tratado de Mignano suscrito tres días después, a confirmar a Roger II como rey de Sicilia, a Roger III como duque de Apulia y a Alfonso de Altavilla como príncipe de Capua.
En abril de 1140, Alfonso y su hermano mayor Roger III, invadieron los Abruzos (pertenecientes al ducado de Spoleto, protectorado papal por esa época), conquistando mucho territorio incluyendo la importante ciudad costera de Pescara. La conquista normanda extendió su dominio hasta el río Tronto. Alfonso de Altavilla murió el 10 de octubre de 1144 durante una segunda campaña con su hermano, esta vez en el Lacio y directamente contra el papa Lucio II, donde marcharon sobre Rieti.

## Consecuencias
Con la conquista normanda del Italia meridional fue creado el Reino de Sicilia, embrión del estado italiano que existió en el sur hasta la unificación de Italia en 1871.
Además Roger II hizo de su Reino de Sicilia la potencia dominante en el Mediterráneo central: gracias a una poderosa flota, formada bajo diferentes almirantes, hizo una serie de conquistas en la costa de África entre 1135 y 1153, que iban desde Trípoli  (Libia) hasta Cabo Bon (Túnez) y Bona (Argelia).
En efecto en esas dos décadas, Roger II creó un «Reino normando de África» que se convirtió en una especie de protectorado siciliano-italiano, apoyado en parte por la pequeña comunidad cristiana que había sobrevivido en el África del Norte.
Otra consecuencia fue la completa cristianización de Sicilia (y expulsión de los árabes locales), que había estado bajo dominio musulmán por unos dos siglos anteriormente. Los normandos también favorecieron la llegada de inmigrantes del norte de Italia a la isla, que empezaron a reemplazar las comunidades de lengua griega, numerosas especialmente en las zonas orientales. Estos griegos de Sicilia desaparecieron completamente —fueron asimilados— en torno al inicio del Renacimiento italiano: actualmente Sicilia es homogéneamente de dialecto siciliano-italiano, sin presencia de comunidades griegas o árabe-musulmanas (aparte unos pocos albaneses balcánicos).